# Ґлен Мосс
Ґлен Мосс (англ. Glen Moss; нар. 19 січня 1983, Гастінґс, Нова Зеландія) — новозеландський футболіст, воротар національної збірної Нової Зеландії та австралійського клубу «Ньюкасл Юнайтед Джетс».

## Міжнародна кар'єра
Учасник Чемпіонату світу з футболу 2010 в Південно-Африканський Республіці, розіграшу Кубка конфедерацій 2017 року у Росії.

## Титули і досягнення
- Володар Кубка націй ОФК: 2008
- Бронзовий призер Кубка націй ОФК: 2004, 2012